# Il guerriero d'acciaio
Il guerriero d'acciaio (American Cyborg: Steel Warriors) è un film del 1993 diretto da Boaz Davidson.

## Trama
Dopo la Terza Guerra Mondiale le persone sono sterili e governate dalle intelligenze artificiali che hanno creato in questo mondo violento. L'unica donna che è stata in grado di dare vita a un feto dove portarlo nella pericolosa città di Charleston, fino al porto dove una nave li porterà in Europa, seguita di un killer androide attraverso tutti i pericoli e solo un uomo può sconfiggere l'androide.